# Fußball-Ozeanienmeisterschaft der Frauen 2022
Die Fußball-Ozeanienmeisterschaft der Frauen 2022 (englisch OFC Women's Nations Cup) war die zwölfte Ausspielung einer ozeanischen Kontinentalmeisterschaft im Frauenfußball und fand in der Zeit vom 13. bis 30. Juli 2022 in Fidschi und damit zum ersten Mal dort statt. Organisiert wurde das Turnier von der Oceania Football Confederation (OFC). Erstmals fand die Endrunde mit neun Teilnehmern statt. Neben Titelverteidiger Neuseeland nahm nur Amerikanisch-Samoa nicht teil. Neuseeland verzichtete auf die Teilnahme, da die Mannschaft bereits als Co-Gastgeber für die Fußball-Weltmeisterschaft der Frauen 2023 qualifiziert war, und Amerikanisch-Samoa wegen der anhaltenden COVID-19-Pandemie. Die neun Teilnehmer spielten zunächst in drei Dreiergruppen im Jeder-gegen-Jeden-Modus. Die Gruppensieger und -zweiten sowie die beiden besten Dritten qualifizierten sich für die K.-o.-Runde. Der Sieger der Meisterschaft qualifizierte sich als Vertreter Ozeaniens für das interkontinentale Play-off-Turnier. Da Titelverteidiger Neuseeland nicht teilnahm und die neun Teilnehmer bisher die Ozeanienmeisterschaft nicht gewinnen konnten, gab es mit Papua-Neuguinea einen neuen Ozeanienmeister. Die Mannschaft scheiterte im Interkontinentalen Play-off an Panama.

## Spielstätte

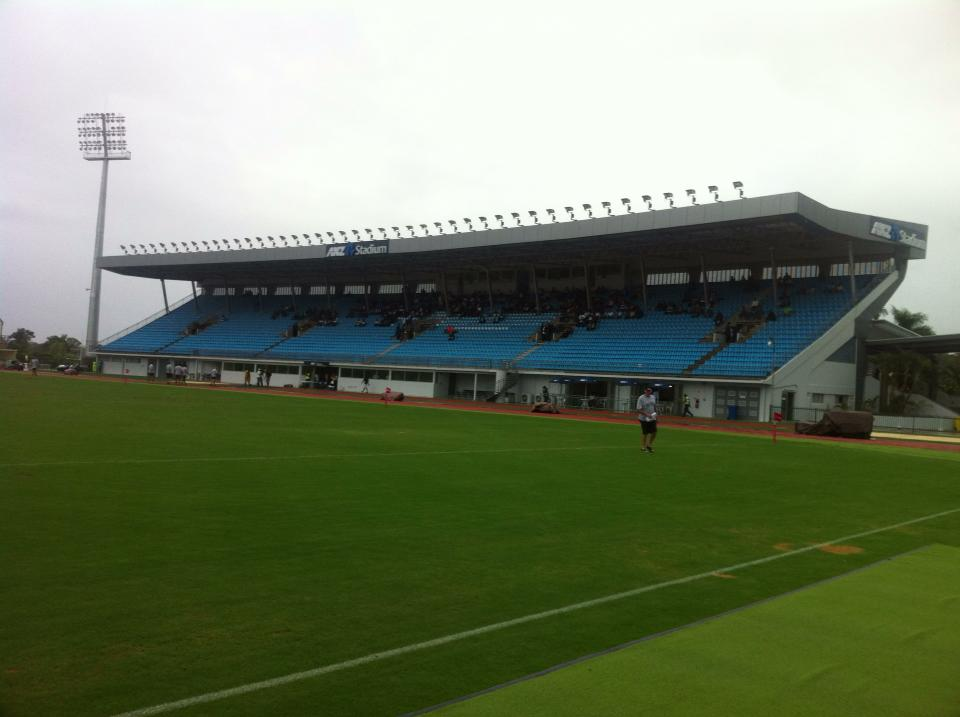
HFC Bank Stadium

Alle Spiele fanden im HFC Bank Stadium in Suva statt.

## Das Turnier
Die Gruppenauslosung fand am 10. Mai 2022 statt. Die neun Mannschaften wurden anhand der FIFA-Weltrangliste vom März 2022 auf 3 Töpfe aufgeteilt:
- Topf 1:  Papua-Neuguinea (49),  Fidschi (67),  Tonga (92)
- Topf 2:  Neukaledonien (99),  Cookinseln (104),  Tahiti (105)
- Topf 3:  Samoa (111),  Salomonen (119),  Vanuatu (121)

## Vorrunde
Alle Zeitangaben entsprechen UTC+12.

### Gruppe A
| Pl. | Land       | Sp. | S | U | N | Tore    | Diff. | Punkte |
| --- | ---------- | --- | - | - | - | ------- | ----- | ------ |
| 1.  | Samoa      | 2   | 2 | 0 | 0 | 003:000 | +3    | 06     |
| 2.  | Cookinseln | 2   | 0 | 1 | 1 | 001:200 | −1    | 01     |
| 3.  | Tonga      | 2   | 0 | 1 | 1 | 001:300 | −2    | 01     |

|                                 |   |            |           |
| Mi., 13. Juli 2022 um 19:00 Uhr |   |            |           |
| Samoa                           | – | Tonga      | 2:0 (1:0) |
| Sa., 16. Juli 2022 um 19:00 Uhr |   |            |           |
| Tonga                           | – | Cookinseln | 1:1 (0:0) |
| Di., 19. Juli 2022 um 19:00 Uhr |   |            |           |
| Cookinseln                      | – | Samoa      | 0:1 (0:1) |

### Gruppe B
| Pl. | Land            | Sp. | S | U | N | Tore    | Diff. | Punkte |
| --- | --------------- | --- | - | - | - | ------- | ----- | ------ |
| 1.  | Papua-Neuguinea | 2   | 2 | 0 | 0 | 005:200 | +3    | 06     |
| 2.  | Tahiti          | 2   | 0 | 1 | 1 | 001:200 | −1    | 01     |
| 3.  | Vanuatu         | 2   | 0 | 1 | 1 | 001:300 | −2    | 01     |

|                                 |   |                 |           |
| Do., 14. Juli 2022 um 16:00 Uhr |   |                 |           |
| Vanuatu                         | – | Papua-Neuguinea | 1:3 (0:1) |
| So., 17. Juli 2022 um 16:00 Uhr |   |                 |           |
| Papua-Neuguinea                 | – | Tahiti          | 2:1 (1:0) |
| Mi., 20. Juli 2022 um 16:00 Uhr |   |                 |           |
| Tahiti                          | – | Vanuatu         | 0:0       |

### Gruppe C
| Pl. | Land          | Sp. | S | U | N | Tore    | Diff. | Punkte |
| --- | ------------- | --- | - | - | - | ------- | ----- | ------ |
| 1.  | Fidschi       | 2   | 1 | 1 | 0 | 004:200 | +2    | 04     |
| 2.  | Salomonen     | 2   | 0 | 2 | 0 | 003:300 | ±0    | 02     |
| 3.  | Neukaledonien | 2   | 0 | 1 | 1 | 003:500 | −2    | 01     |

|                                 |   |               |           |
| Do., 14. Juli 2022 um 19:00 Uhr |   |               |           |
| Salomonen                       | – | Fidschi       | 1:1 (1:1) |
| So., 17. Juli 2022 um 19:00 Uhr |   |               |           |
| Fidschi                         | – | Neukaledonien | 3:1 (2:0) |
| Mi., 20. Juli 2022 um 19:00 Uhr |   |               |           |
| Neukaledonien                   | – | Salomonen     | 2:2 (0:1) |

### Rangliste der Gruppendritten
| Pl. | Land          | Sp. | S | U | N | Tore    | Diff. | Punkte |
| --- | ------------- | --- | - | - | - | ------- | ----- | ------ |
| 1.  | Neukaledonien | 2   | 0 | 1 | 1 | 003:500 | −2    | 01     |
| 2.  | Tonga         | 2   | 0 | 1 | 1 | 001:300 | −2    | 01     |
| 3.  | Vanuatu       | 2   | 0 | 1 | 1 | 001:300 | −2    | 01     |

Tonga Zweiter aufgrund der Fairplay-Wertung (Tonga erhielt keine, Vanuatu drei Gelbe Karten)

## Finalrunde

### Viertelfinale
|                                |   |               |                                 |
| Sa. 23. Juli 2022 um 16:30 Uhr |   |               |                                 |
| Samoa                          | – | Neukaledonien | 4:2 (1:1)                       |
| Sa. 23. Juli 2022 um 19:30 Uhr |   |               |                                 |
| Papua-Neuguinea                | – | Tonga         | 3:3 n. V. (2:2, 0:2); 3:2 i. E. |
| So. 24. Juli 2022 um 16:00 Uhr |   |               |                                 |
| Fidschi                        | – | Cookinseln    | 2:0 (1:0)                       |
| So. 24. Juli 2022 um 19:30 Uhr |   |               |                                 |
| Tahiti                         | – | Salomoninseln | 0:1 (0:1)                       |

### Halbfinale
|                                 |   |                 |           |
| Mi., 27. Juli 2022 um 16:00 Uhr |   |                 |           |
| Samoa                           | – | Papua-Neuguinea | 0:3 (0:1) |
| Mi., 27. Juli 2022 um 19:30 Uhr |   |                 |           |
| Fidschi                         | – | Salomoninseln   | 3:1 (2:1) |

### Spiel um Platz 3
|                                |   |               |                            |
| Sa. 30. Juli 2022 um 16:00 Uhr |   |               |                            |
| Samoa                          | – | Salomoninseln | 1:1 n. V. (1:1); 5:6 i. E. |

### Finale
| Papua-Neuguinea                                           | Papua-Neuguinea | Fidschi | Fidschi |
| --------------------------------------------------------- | --- | --- | ------- |
| Papua-Neuguinea                                           | \| Sa. 30. Juli 2022 um 19:00 Uhr in Suva (HFC Bank Stadium) \| \| Ergebnis: 2:1 (2:1) \| \| Schiedsrichterin: Shama Maemae ( Salomonen) \| \| Spielbericht \| | \| Sa. 30. Juli 2022 um 19:00 Uhr in Suva (HFC Bank Stadium) \| \| Ergebnis: 2:1 (2:1) \| \| Schiedsrichterin: Shama Maemae ( Salomonen) \| \| Spielbericht \| | Fidschi |
| Papua-Neuguinea                                           | Faith Kasiray • Lavina Hola, Margret Joseph, Olivia Upaupa (90. Gloria Laeli), Lucy Maino • Ramona Padio, Rumona Morris, Rayleen Bauelua • Meagen Gunemba, Marie Kaipu (60. Sonia Embahe), Charlie Yandin (77. Arnolda Dou) Cheftrainerin: Nicola Demaine ( England) | Seruwaia Vasuitoga (29. Selai Tikoisuva) • Filomena Racea, Veniana Ranadi, Maria Veronika • Mereoni Tora (89. Adi Bakaniceva), Cema Nasau, Koleta Likuculacula (89. Adi Volitikoro), Jotivini Tabua (72. Luisa Tamanitoakula), Sofi Diyalowai, Vanisha Kumar • Trina Davis Cheftrainerin: Lisa Cole ( USA) | Fidschi |
| Papua-Neuguinea                                           | 1:0 Meagen Gunemba (17.) 2:0 Ramona Padio (27.) | 2:1 Cema Nasau (42.) | Fidschi |
| Papua-Neuguinea                                           | Trina Davis | | Fidschi |
| Papua-Neuguinea                                           | Spieler des Spiels: Ramona Padio (Papua-Neuguinea) | | Fidschi |
| Sa. 30. Juli 2022 um 19:00 Uhr in Suva (HFC Bank Stadium) | | |         |
| Ergebnis: 2:1 (2:1)                                       | | |         |
| Schiedsrichterin: Shama Maemae ( Salomonen)               | | |         |
| Spielbericht                                              | | |         |

- Schiedsrichtergespann:  Maria Salamasina und  Heloise Simons (Assistentinnen),  Delvin Joel (Vierte Offizielle),  Lata Kaumatule (Fünfte Offizielle)

## Schiedsrichterinnen
Hauptschiedsrichterinnen
- Torika Delai
- Veer Singh
- Neeshil Varman
- Anna-Marie Keighley
- Beth Rattray
- Shama Maemae
- Delvin Joel

Schiedsrichterassistentinnen
- Adi Gadolo
- Jemima Rao
- Allys Clipsham
- Sarah Jones
- Heloise Simons
- Stephanie Minan
- Maria Salamasina
- Natalia Lumukana
- Vaihina Teura
- Lata Kaumatule
- Feliuaki Kolotau

## Beste Torschützinnen
| Rang | Spielerin             | Tore |
| ---- | --------------------- | ---- |
| 1    | Meagen Gunemba        | 5    |
| 1    | Ramona Padio          | 5    |
| 1    | Jayda Stewart         | 5    |
| 4    | Sofi Diyalowai        | 3    |
| 4    | Cema Nasau            | 3    |
| 4    | Monique Fischer       | 3    |
| 7    | Luisa Tamanitoakula   | 2    |
| 7    | Jennifer Neporo       | 2    |
| 7    | Sarah Uregei          | 2    |
| 7    | Charlie Yandin        | 2    |
| 7    | Mary Maefiti          | 2    |
| 7    | Ileen Pegi            | 2    |
| 7    | Jazmine Loto'aniu     | 2    |
| 14   | Lyric Davison         | 1    |
| 14   | Alisa Hussein         | 1    |
| 14   | Vanessa Kumar         | 1    |
| 14   | Jackie Pahoa          | 1    |
| 14   | Marie Kaipu           | 1    |
| 14   | Jemina David          | 1    |
| 14   | Almah Gogni           | 1    |
| 14   | Tahiamakouaki Tamarii | 1    |
| 14   | Kiana Swift           | 1    |
| 14   | Daviana Vaka          | 1    |
| 14   | Vanessa Keletia       | 1    |